# Horní Vilémovice
Horní Vilémovice – gmina w Czechach, w powiecie Třebíč, w kraju Wysoczyna. 1 stycznia 2014 liczyła 85 mieszkańców.